# 721 هـ
721 هـ هي سنة في التقويم الهجري امتدت مقابلةً في التقويم الميلادي بين سنتي 1321 و1322.

## وفيات
- نجم الدين المارديني
- نزاري القهستاني
- ابن البناء المراكشي
- ابن رشيد السبتي